# Epiorna abessynica
Epiorna abessynica är en fjärilsart som beskrevs av Koch 1865. Epiorna abessynica ingår i släktet Epiorna och familjen bastardsvärmare. Inga underarter finns listade i Catalogue of Life.